# Kerstin Jakobsson
Kerstin Jakobsson (Örnäset, 24 febbraio 1962) è un'ex cestista svedese.

## Carriera
Con la Svezia ha disputato i Campionati europei del 1981.